# Staro Zjelezare
Staro Zjelezare (bulgariska: Старо Железаре) är ett distrikt i Bulgarien.   Det ligger i kommunen Obsjtina Chisarja och regionen Plovdiv, i den centrala delen av landet, 110 km öster om huvudstaden Sofia.
Trakten runt Staro Zjelezare består till största delen av jordbruksmark. Runt Staro Zjelezare är det ganska glesbefolkat, med 31 invånare per kvadratkilometer.